# 佐藤修幸
佐藤 修幸（さとう のぶゆき、1978年3月2日  - ）は、日本の俳優。東京都台東区出身。株式会社ENG-AGEの代表。

## 人物
- 市川学園 市川中学校 市川高等学校に在籍
- 出身校:中央大学 文学部国文学科
- 2001年DMFに入団。
- 所属は演劇団体の「DMF」と「ENG」。
- 2019年株式会社ENG-AGEを設立。｢ENG｣ではプロデューサー。
- 取得免許…普通自動車第一種運転免許。
- 特技は素潜り。
- 三国志が好き[2]
- 好きな漫画--寄生獣、蒼天航路、ジョジョの奇妙な冒険、銃夢、無限の住人（※寄生獣は高校生で生まれて初めて単行本で読んだ漫画でそこから一気にハマる）

## プロデュース作品
- ENG第1回公演『SLeeVe』[3]2013年4月25日 - 4月29日 全8回公演 相鉄本多劇場
- ENG第2回公演『THRee’S』[4]2014年9月10日 - 9月15日 全9回公演 笹塚ファクトリー
- DMF/ENG公演vol.1『ラストスマイル』[5]2015年7月22日 - 7月27日 池袋シアターグリーンBIG TREE THEATER
- ENG第3回公演『関ヶ原で一人[注 1]』[6]2015年9月30日 - 10月4日 全8回公演 六行会ホール
- Dコンテンツ『レプリカ」[7]2016年1月13日 - 1月17日 全8公演 笹塚ファクトリー
- ENG第4回公演『Second you sleep』[8] [9]2016年5月18日 - 5月23日 全10回公演 上野ストアハウス
- DMF/ENG提携公演vol.2『SLeeVe RefRain』[10]2016年8月17日 - 8月22日 全9回公演 六行会ホール
- ENG第5回公演『バックトゥ・ザ・舞台袖～The stagewing of THRee'S～』[11]2016年9月23日 - 10月2日 全9回公演 池袋シアターグリーンBIG TREE THEATER
- Dコンテンツ『Re:call』2017年1月25日 - 1月29日 全7回公演 中野ザ・ポケット
- ENG 第6回公演『メトロノウム』[12] 2017年6月28日 - 7月3日 全10回公演 日暮里d-倉庫
- DMF/ENG提携公演vol.3『クレプトキング』[13] 2017年11月15日 - 11月20日 全9回公演 六行会ホール
- ENG第7回公演『ロスト花婿』[14] 2018年3月16日 - 3月25日 全15回公演 池袋シアターグリーンBIG TREE THEATER
- ENG第8回公演『山茶花』[15] 2018年6月6日 - 6月10日 全8回公演 池袋シアターグリーンBIG TREE THEATER
- DMF／ENG提携公演vol.4『メイカ』[16]2018年8月29日 - 9月2日 全7回公演 シアターサンモール
- ENG第9回公演『Second you sleep』[17] 2019年4月17日 - 4月28日 全20回公演 日暮里d-倉庫
- DMF／ENG提携公演vol.5『LAST SMILE』[18] 2019年8月23日 - 9月1日 全16公演 池袋シアターグリーンBIG TREE THEATER
- ENG第10回公演『探偵なのに』[19]2019年10月9日 - 10月15日 池袋シアターグリーンBIG TREE THEATER
- ENG第11回公演『ニンギョヒメ』[20]2020年2月26日 - 3月2日 全9回公演 池袋シアターグリーンBOX in BOX THEATER
- クレプトキング 月をみていたかった兎（2020年7月3日 - 7月12日、吉祥寺シアター）※新型コロナウイルス拡大及び緊急事態宣言により延期
- DMF/ENG提携公演vol.6『ハイドクナイフ』[21] 2020年10月7日 - 10月11日 全8公演 六行会ホール
- ENG第12回公演『ほんとうにかくの？』[22]2020年12月23日 - 12月28日 全9回公演 池袋シアターグリーンBIG TREE THEATER
- ENG第13回公演『missing〜強がり彼氏と食べちゃう彼女〜』[23] 2021年3月10日 - 3月14日 全8回公演 六行会ホール
- DMF/ENG提携公演vol.7『クレプトキング　月を見ていたかった兎』[24] 2021年10月29日 - 11月7日 全16回公演 池袋シアターグリーンBIG TREE THEATER
- ENG第15回公演『ロスト花婿』[25] 2022年6月8日 - 6月12日 全8公演 六行会ホール
- ENG第16回公演『S.O.S(エスオーエス)～save our souls～』[26] 2022年9月21日 - 9月25日 全8回公演 中目黒キンケロシアター
- 松本稽古企画公演ココロ踊ル『ダンスピアの消失』[27] 2022年11月9日 - 11月13日 全8公演 六行会ホール
- ENG第17回公演『missing〜混血のハッシュタグ〜』[28] 2023年3月8日 - 3月12日 全8回公演 六行会ホール
- ENG第14回公演『ヨリソウ重力（ENG改定版）』[29] 2023年8月16日 - 8月20日 全8回公演 吉祥寺シアター
- ENG第18回公演『gagap』[30](2023年11月22日 - 11月26日、全8公演、シアターグリーンBIG TREE THEATER)
- ENG10周年記念公演『FROG新選組寄留記』(2024年3月20日～3月24日、全8回公演、六行会ホール)
- ENG10周年記念公演第二弾『Rock in the 本能寺』(2024年5月22日 - 5月26日、全8公演、六行会ホール)
- ENG第21回公演『missing 〜ドラゴンズ・バックへの歩調〜』なくしたものを探し続けたmissingの終焉。(2024年8月21日 - 8月25日、全8公演、六行会ホール)
- 松本稽古企画公演『ココロ踊ル』supported by ENG vol.2 (2024年11月13日 - 11月17日、全8回公演、六行会ホール)
- ENG第22回公演『九龍の玉漿』(2025年3月19日 -  3月23日、全8回公演、六行会ホール)
- ENG第23回公演「ENGRAVE DREAMS」〜"ラストシーン"はまだない〜（2025年7月2日 - 7月6日、全8公演、六行会ホール)

## 出演

### 舞台

#### 1994年
- 『バンクバンレッスン』（1994年10月、市川学園）- 銀行員2 役

#### 1997年
- 中大二劇『replayers』（1997年10月、下北沢東演パラータ）- 大物俳優水谷 役
- 劇団インベーダーじじい『走れエロス』（1997年12月、黒テント作業場）- コロス、ボスママ、うまづらお 役

#### 1998年
- 劇団トルチョック制裁『spreading the disease』（1998年3月、中央大学クレセントホール）- くにおき 役
- 劇団インベーダーじじい『流し目番長』（1998年5月、早稲田どらま館）- 医者 役
- 劇団インベーダーじじい『幕末すごろく伝』（1998年8月、王子小劇場）- 慶喜、眠狂四郎、家臣、門番 役
- 劇団逆噴射家賊『雁作 罪と罰』（1998年9月、ベルブ永山）- 溜水石エ門 役
- 中大二劇『a.o.story』（1998年11月、下北沢東演パラータ）- ブランチ、CD102 役

#### 2001年
- 中大二劇「ダダ」(2001年2月、作·演出/長谷川勝章、王子小劇場) - ヒサゴ 役
- シアターリパブリック「E1グランプリ司会」駅前劇場
- シアターリパブリック「E1グランプリ司会」本多劇場
- 劇団ディアマイフレンド「バンパイヤウーマン」(2001年10月、作・演出/宮城陽亮、中野テルプシコール) - 百済司 役
- 中大ニ劇「カストリエレジー」(2001年12月、作/鐘下辰男、演出/清野智勝、下北沢東演パラータ) - 川上 役

#### 2002年
- 劇団ディアマイフレンド「ラストスマイル」[31](5月、作・演出/宮城陽亮、下北沢東演パラータ) - 平井銀次 役
- 劇団ディアマイフレンド「Calling」[32](10月、作・演出/宮城陽亮、下北沢東演パラータ) - 市村鉄之助 役

#### 2003年
- 劇団ディアマイフレンド「アイランドインザサン｣[33] (6月、作・演出/宮城陽亮、アイピット目白) - 神宮寺三郎 役
- 劇団ディアマイフレンド「セカンドユースリープ」[34](10月、作・演出/宮城陽亮、アイピット目白) - 斉藤一 役
- 劇団ura@taster-C「Home Ｃｉｒｃｌｅｍｅｒｒｙ」(11月、作・演出/藤井香織、アートスペースプロット) - 夫 役

#### 2004年
- ディアマイアナザー「駆け込み訴え」(1月、原作太宰治、作・演出/宮城陽亮、新宿パンプルムス) - のぶ 役
- 劇団インベーダーじじい「とびおりたらトランポリン」(2月、作・演出/なるせゆうせい、新宿サンモールスタジオ) - 偽善神父 役
- 劇団ディアマイフレンド「windytown」[35](5月、作・演出/宮城陽亮、中野ザ・ポケット) - 相楽硝三 役
- 劇団ディアマイフレンド「オーバードライブ」[36](7月、作・演出/宮城陽亮、江古田ストアハウス) - マツキリ大尉、ヤナギ少尉、通りがかりのデストロイヤー 役
- 劇団ura@taster-C「木下塾暴走」(8月、作・演出/藤井香織、中野テルプシコール) - 掃除人アサ江 役
- 劇団ディアマイフレンド「山茶花」[37](10月、作・演出/宮城陽亮、萬スタジオ) - やまこのサンサカ 役
- 劇団天然工房「一郎ラーメン」(12月、サンモールスタジオ) - ドビン 役

#### 2005年
- 下方落語会第一回公演(1月、北砂文化センター) - 噺家 役
- 劇団ディアマイフレンド「Oasisキカイ仕掛けの砂の街」[38](3月、作・演出/宮城陽亮、萬スタジオ) - ルーパイ、スースー 役
- LGTプロデュース「Calling」(6月、作・宮城陽亮/演出/宮崎珠美、アイピット目白) - 津本三十朗 役
- 劇団ディアマイフレンド「west８０８町」[39](8月、作・演出/宮城陽亮、萬スタジオ) - クリント東森 役
- 劇団ura@taster-C「SWITCH」(9月、作・演出/藤井香織、銀座小劇場) - 和田久重 役
- 劇団ディアマイフレンド「LASTSMILE」[40] (11月、作・演出/宮城陽亮、中野ザ・ポケット) - メイズン 役

#### 2006年
- 下方落語会（3月)
- 劇団ディアマイフレンド「SLEEVE」[41] (4月、作・演出/宮城陽亮、萬スタジオ) - 袖山 役
- 劇団zappa「空～２００６～」[42](9月、作・演出/澤田正俊、東京芸術劇場小ホール第一）- 小栗上野介 役
- 劇団DMF「メイカ」[43] (11月、作・演出/宮城陽亮、中野ザ・ポケット) - 高杉晋作 役

#### 2007年
- bpm「クイックドロウ」[44] (1月、作・演出/淺沼晋太郎、シアターアプル) - おしゃべりテッド 役

- 三国志プロジェクト「濁流を清めるは清流なり」(2月、作・演出/尾池義弘、東京芸術劇場小ホール第ニ) - カギョウ 役

- 劇団DMF「メトロノウム」(4月、作・演出/宮城陽亮、中野ザ・ポケット) - シュクガ、ジャック 役

- LIVEGATEプロデュース公演(8月、作・演出/YUKKA、演出/GakkieTAMA、恵比寿LIVEGATE) 黒の魔導師メガイラ

- 劇団DMF「FROG 新撰組寄留記｣[45] (9月、作・演出/宮城陽亮、シアターV赤坂) - 山南敬介 役

- FEVER DRAGON NEO「RING」(10月、作・演出/小田竜世、東京芸術劇場小ホール１) - 武田先生 役

- FLIP LIP「青春ガチャン」(12月、作・演出/福地慎太郎、シアターブラッツ) - 警官 役（日替わりゲスト)

#### 2008年
- 劇団DMF「SLEEVE　RefRain」[46] (3月、作・演出/宮城陽亮、東京芸術劇場小ホール１) - 袖梨湊 役

- ｢Boys Love stage」(4月、作・演出/宮城陽亮、池袋シアターグリーン池袋BIG TREE STAGE) - 上梨雄治 役

- 不消者「冬の鼠」(8月、作/有本貴博、演出/和田小太郎、中野ザ・ポケット)

- 劇団DMF「ラーバルメモリ」[47] (9月、作・演出/宮城陽亮、新宿スペース107) - 細場門起 役

- Ｒ：ＭＩＸ「魔王転生」(11月、作・演出/町田誠也、シアターサンモール) - ダヴィド 役

#### 2009年
- 劇団DMF「ピューパルメモリ」[48](3月、作・演出/宮城陽亮、東京芸術劇場小ホール１) - 細場門起 役

- 劇団ＦＬＩＰＬＩＰ「男の子女の子センチメンタル」(6月、作・演出/福地慎太郎、麻布ディエプラッツェ) - パパ 役、日替わりゲスト

- 劇団Ｂ－ＴＯＰＳ「シーユーアゲイン」[49](7月、作・演出/石井宏明、ウッディシアター中目黒) - 日替わりゲスト

- 劇団DMF「山茶花」[50](8月、作・演出/宮城陽亮、中野ザポケット）- 侘助 役

- 劇団DMF「イマーゴメモリ」[51](12月、作・演出/宮城陽亮、新宿スペース107) - 細場門起 役

#### 2010年
- ハイブリッドプロジェクト「独りの国のアリス」[52] (3月、作・演出/宮城陽亮、麻布ディエプラッツエ) - 茂松充 役(1月、演出/佐藤信也、シアターブラッツ) - おじいちゃん、オーナー、お節介男 役

- パブリックドック「緑壁」(2月、作演/出加藤ふみ子、自由が丘アトリエ) - 宇賀津 役

- DMF「SLEEVE」[53] (3月、作・演出/宮城陽亮、麻布ディエプラッツエ) - 茂松充 役

- ハイブリッドプロジェクト「FROG新撰組寄留記」[54] (7月、作・宮城陽亮、演出/佐藤信也、新宿スペース107) - 浅野 役

- D.TOT「FROGJK」[55] (9月、作・演出/宮城陽亮、新宿スペース107) - ガリクソン 役

- テエイパーズハウス「442」[56] (11月、作・演出/山下裕二、練馬区けやきホール) - ミラー大佐 役

- 12月ONDOKU劇場、作・演出/加門幾生、池袋カーリースクラム

#### 2011年
- ONDOKU 劇場(1月、作・演出/加門幾生、池袋カーリースクラム)

- ONDOKU劇場(2月、作・演出/加門幾生、池袋カーリースクラム)

- テエイパーズハウス「もどっど!薩摩義士伝」[57] (2月、池袋シアターグリーンBIG TREE THEATER) - 竹中伝六 役

- ハイブリッドプロジェクト「フィルムスター」(3月、作・演出/佐藤信也、中目黒キンケロシアター) - 助監督穴子崎 役

- ONDOKU 劇場(4月、作・演出/加門幾生、池袋カーリースクラム)

- チーム静春プロデュース「れでぃごう!」(4月、作・演出/田中精、仙川劇場) - まり子 役

- アルファコアプロデュース「アイランドインザサン」(5月、作・演出/宮城陽亮、池袋シアターグリーン) - 演出補佐、ダイソン 役(声のみ)

- ON"DOKU"劇場Vol.08 「七夕・カササギの恋～素直はまがっているんだよ」(7月、池袋カーリースクラム)

- ON"DOKU"劇場Vol.09 「夏休み・晴れた空の下でみた雲」(8月、池袋カーリースクラム)

- DTOT 3rd act 『FRAG-新撰組Vermilion Order-』[58] (8月、中目黒キンケロシアター、相鉄本多劇場) - 武田観柳斎 役

- ハイブリットプロジェクト「フィルムスター」[59] (9月、中目黒キンケロシアター) - 穴子崎 役

- ハイブリットプロジェクト『MIDNIGHT DREAM～機械城 奇譚～〈SPRING SIDE〉』(11月、中目黒キンケロシアター) - 修理屋 役

#### 2012年
- ON"DOKU"劇場Vol.14(1月、池袋カーリースクラム)

- DTOT 4th Act【FRAG -新撰組Bloodsucker Behind-】(5月、シアターサンモール) - 武田観柳斎 役

- nitrock ２nd ＡＣＴ【ＩＳＴ-イスト- ～レオンハルト=グリムの糾合～】[60](7月、脚本/牧野純基、演出/伊藤翼、中野ウエストエンド) - レオンハルトグリム 役

- 企画演劇集団ボクラ団義『忍ぶ阿呆に 死ぬ阿呆』(11月、作・演出/久保田唱、スペース107) - 徳川家康 役

#### 2013年
- 企画演劇集団ボクラ団義 - Play Again - vol.3「OVER SMILE｣(2013年9月26日 - 9月30日、全8回公演、池袋シアターグリーンBIG TREE THEATER) - ドクトルタカマツ 役

- 企画演劇集団ボクラ団義vol.13『虹色の涙 鋼色の月』- クッキー 役
  - 東京公演/2013年12月4日 - 12月8日、全9回公演、スペース107
  - 大阪公演/12月13日 - 12月15日、全5回公演、芸術創造館)

#### 2014年
- 企画演劇集団ボクラ団義 vol.14『耳があるなら蒼に聞け ～龍馬と十四人の志士～』[61]（2014年6月25日 - 7月6日、全18回公演、中野 ザ・ポケット） - 板垣退助 役
- 企画演劇集団ボクラ団義 vol.15『シカク』[62](2014年12月18日 - 12月28日、全21回公演、サンモールスタジオ) - 男C 役

#### 2015年
- 企画演劇集団ボクラ団義 –Play Again- vol.5 忍ブ阿呆ニ 死ヌ阿呆 [63]

- 企画演劇集団ボクラ団義 vol.17『十七人の侍』[64]

（2015年11月20日 - 11月29日、全15回公演、CBGKシブゲキ!! ）- ハッサン 役など

#### 2016年
- 企画演劇集団ボクラ団義 番外公演vol.3『誤人』』[65]（2016年3月23日 - 4月3日、全18回公演、池袋 シアターKASSAI) - 今田慎 役
- 企画演劇集団ボクラ団義 -Play again- vol.6『耳ガアルナラ蒼ニ聞ケ ～龍馬ト十四人ノ志士～』- 板垣退助 役 [66]
  - 東京公演、2016年7月6日 - 10日、全7回公演、あうるすぽっと
  - 大阪公演、7月23日 - 25日、全5回公演、HEP HALL）

#### 2017年
- 企画演劇集団ボクラ団義vol.19『飛ばぬ鳥なら落ちもせぬ ～梟雄と呼ばれた男 右筆と呼ばれた男～』[67]（2017年4月4日 - 16日、全20回公演、吉祥寺シアター） - 三好長慶 役
- ｢THRee’S｣ (2017年9月15日 - 9月24日、全14回公演、CBGKシブゲキ!!) - 王允 役

#### 2018年
- RINCO『リミット・オブ・タイムラグ』[68]（2018年10月5日 - 10月14日、全14回公演、CBGKシブゲキ!!）- 手越 役

- 劇団6番シード 第67回公演 『劇作家と小説家とシナリオライター』[69]（2018年11月21日 - 12月16日、全11回公演、池袋シアターKASSAI）- Aチーム one 役

- バンダムクラスステージ『クロッシング・クリスマス・クリアランス完全版』[70]（2018年12月21日 - 12月25日、全9回公演、新宿村LIVE）- レンツオ 役

#### 2019年
- 企画演劇集団ボクラ団義vol.22『関ヶ原で一人』[71](2019年7月3日 - ７月15日、全18回公演 池袋シアターグリーンBIG TREE THEATER) -大谷吉継 役

- 劇団6番シード 第69回公演 『なまくら刀と瓦版屋の娘』[72]（2019年11月6日 - 11月10日、全9ステージ 中野テアトルBONBON）- 新元 役

#### 2021年
- 「Vivid Scramble～何処かの街の片隅で～[73](2021年9月7日 - 9月12日、全8回公演、｢劇｣小劇場) - 敏行 役

#### 2022年
- 劇団6番シード『火消しの辰と瓦版屋の娘』[74](2022年11月30日 - 12月4日、全8ステージ、築地本願寺ブディストホール) - 新元（しんげん) 役

#### 2023年
- たみしょうプロデュース『プリズンdeベイビー』[75](2023年9月6日 - 年9月10日、全8回公演、シアターKASSAI) - 結婚詐欺師 モナコ役

#### 2025年
- BOKUGENE presents 舞台『THREE’S 2025』（2025年1月29日 - 2月3日、全10公演、かめありリリオホール) - 王允 役

## イベント
- 『Secound you sleep』DVD販売イベント いざ！五色沼へ！ （2016年12月、阿佐ヶ谷Loft A)
- 『SLeeVe-RefRain 〜スリーヴ・リフレイン』DVD販売イベント百鬼夜行番外編２～小豆小僧が生まれた日～（2017年2月、阿佐ヶ谷Loft A)
- 『バックトゥ・ザ・舞台袖』 DVD、Blu-ray発売記念イベント「バックトゥ・ザ・「バックトゥ・ザ・舞台袖」!!」(2017年03月05日、19:30、阿佐ヶ谷Loft A )
- 『メトロノウム』DVD、Blu-ray発売記念イベント (2017年12月1日、19:30、阿佐ヶ谷Loft A)
- 『クレプトキング』　DVD、Blu-ray発売記念イベント「盗まれた心、思い出せ！」（2018年5月19日、13:30〜/19:30〜、阿佐ヶ谷Loft A)
- 『ロスト花婿』DVD、Blu-ray発売記念イベント「広がれ！ロスト花婿結婚式二次会」（2018年9月23日、13:30〜/19:30〜、阿佐ヶ谷Loft A)
- 『山茶花』DVD、Blu-ray発売記念イベント「笑顔」（2018年12月1日、19:30、阿佐ヶ谷Loft A)
- 『メイカ 魔女と幕末の英雄』DVD、Blu-ray発売 記念イベント「おもしろきこともなき夜におもしろく」（2019年2月15日、阿佐ヶ谷Loft A) ）
- 『Secound you sleep』DVD、Blu-ray発売記念イベント「いざ！五色沼へ！」（2019年10月26日、阿佐ヶ谷Loft A)
- 『LAST SMILE -ラストスマイル-』DVD、Blu-ray発売記念イベント『飲めや歌えやラストスマイル』（2020年2月16日、13:30/ 19:30 阿佐ヶ谷Loft A)
- ENG夏のイベント祭(仮) 2021年8月9日 - 8月15日、シアターKASSAI

①｢ほんとうにかくの？｣イベント 8月9日、18:00～/
②｢ハイドクナイフ｣イベント 8月10日、18:00～/
③｢オープニングダンス祭｣ 8月11日、18:00～/
④｢ENGプレゼンツ舞台ドラフト会議｣ 8月12日、18:00～/
⑤｢探偵なのに｣イベント  8月13日、18:00～/
⑥｢ニンギョヒメ｣イベント 8月14日、13:00～/
⑦｢missing～強がり彼氏と食べちゃう彼女～｣DVD、Blu-ray発売記念イベント 8月14日、夜/
⑧｢クレプトキング 月を見ていたかった兎｣先行イベント 8月15日、昼/
⑨｢ENGベストアルバム『桜』発売記念イベント｣  8月15日、夜
- ENG第18回公演『gagap』DVD、Blu-ray発売記念イベント『思い出し速度違反』第一回 (2024年6月1日、13:00～、新宿LOFTプラスワン)
- ENG第18回公演『gagap』DVD、Blu-ray発売記念イベント『思い出し速度違反』第二回 (2024年6月8日、13:00～、新宿LOFTプラスワン)
- ENG10周年記念公演 「FROG新選組寄留記｣DVD、Blu-ray発売記念イベント『そうだ、幕末の京へまた行こう』(2024年9月21日13:00～、9月22日13:00～、新宿LOFTプラスワン)
- 田中精の聞いtalk話しtalk(2024年11月23日、13時～、酒洛 高田馬場地下2階 スペースSHARA) ゲスト出演
- 【ボクジェネvol.6】(2025年1月12日、12:00〜 15:30〜 / 19:00～、@MUSEモード音楽学院本館) ゲスト出演
- ENG10周年記念公演第二弾「Rock in the 本能寺」DVD.Blu-ray発売記念イベント 『思い出話を聞いてみな、飛ぶぞ』、(第一回2025年1月13日、13:00～/19:00～、新宿LOFTプラスワン)
- 『アクティベート&アクトーク』（2025年5月24日、13:00〜/18:00～、ウッディシアター中目黒） ゲスト出演
- うめ茶会 〜Pに聞いてみよう〜（2025年7月12日、19:00〜、エビスSTARバー）ゲスト出演

## プロデュース作品上映会
- ラストスマイル(2019）[82] 2021年6月19日、13:00～、富士ソフトアキバプラザ内、アキバシアター
- ハイドクナイフ [83] 2021年6月19日、18:00～、富士ソフトアキバプラザ内、アキバシアター
- クレプトキング [84] 2021年10月9日、17:00～、富士ソフトアキバプラザ内、アキバシアター

## 映像
- 「チェス王」白井監督
- 「WY」寺内幸太郎監督
- 「アマチュアアワー」小山保徳監督
- 「カリフォルニア」森岡大悟監督
- 「DIKKER」三宅陽介監督
- 「赤絲」平井龍太監督
- 「怪奇！アンビリーバブル！！祟られた写真」寺内幸太郎監督
- 「本当に会った怖い話邪霊」寺内幸太郎監督
- 「幽霊より怖い話」寺内幸太郎監督
- 「痴漢男」寺内幸太郎監督
- 「BoysLove」寺内幸太郎監督

## その他
- 2001年 シアターリパブリック「E1グランプリ司会」駅前劇場と本多劇場にて
- 2005/01 下方落語会第一回公演
- 2006/01 下方落語会第二回公演
- プロデュース舞台作品オリジナル・サウンドトラックCD『桜』発売
- 『戦う役者100人展』 [85](2020年12月22日 - 12月27日、渋谷ギャラリールデコ) 作品展示
- ENGist Club発足 [86]
- ENGからのお年玉『ラストスマイル(2019)宙チーム』(2024年1月1日 - 1月7日、無料公開、YouTube)